# Abraxas lepida
Abraxas lepida là một loài bướm đêm trong họ Geometridae.